# ロンドン特別区
ロンドン特別区（ロンドンとくべつく、英語: London boroughs）は、イギリスおよびイングランドの首都ロンドン（大ロンドン）における32の主要な地方自治区域であり、各特別区はロンドン特別区議会 (London borough council) により運営される。ロンドン特別区は全て1963年ロンドン政府法により、1965年4月1日にグレーター・ロンドン（大ロンドン）が設立されると同時に設置された地方政府区域の一種である。シティ・オブ・ロンドンとそれを取り巻く12の特別区はインナー・ロンドンを形成し、インナー・ロンドンの外側にある20の特別区はアウター・ロンドンを形成している。
各ロンドン特別区の人口は、およそ15万人から30万人程度である。インナー・ロンドンの特別区は、人口・面積の双方の点において、規模が小さい傾向にあり、アウター・ロンドンの特別区よりも人口密度が高い。1960年代以降、インナー・ロンドンの特別区の人口は、域外への人口流出により大いに減少した。
ロンドン特別区議会は、大ロンドン全域において限定的な権限を有する戦略的な大ロンドン庁と対照的に、地方行政サービスの大部分を提供する。各特別区は幾つかの選挙区に分割され、各議会において、定期的な見直しという条件で、4年ごとに実施される選挙により議員が選出される。第1回選挙は、1964年に行われた。直近の選挙は2018年に実施され、次回選挙は2022年に予定されている。
ロンドン特別区議会の政治会派は、保守党、労働党、自由民主党の3党が支配的である。28の区の議会は、議会から選出されたリーダーが率いる内閣が政策決定を行う「リーダーと内閣」制を採用しており、さらに、ハックニー区、ルイシャム区、ニューアム区およびタワーハムレッツ区では、区長は直接公選される。なお、シティ・オブ・ロンドンは、シティ・オブ・ロンドン・コーポレーションならびにインナー・テンプルおよびミドル・テンプルにより統治される。

## 歴史

### 創設
1930年代半ば頃から、大ロンドン地域はカウンティ・バラ、ミューニシパル・バラ、アーバン・ディストリクト、メトロポリタン・バラの4種の地方政府当局から構成されていた。大きなカウンティ・バラは全ての地方行政サービスを提供していた上に、通常はカウンティ・カウンシルにおいて与えられる権力を有していた。ミューニシパル・バラおよびアーバン・ディストリクトの当局はより少ない権力しか持っていなかった。この状況はカウンティ・カウンシルが初等教育や図書館運営のような機能をミューニシパル・バラとディストリクト・カウンシルに委譲できたことにより、より複雑化し、各サービスがバラバラに実施されることになった。ロンドン地方政府の改革により、この取り決めを調整しようとした。
グレーター・ロンドンにおける地方政府に関する王立委員会が1957年に設立され、1960年10月19日に報告書が公表された。その報告書の中で、10万人から25万人の人口を持つ52の大ロンドン特別区 (Greater London Boroughs) が提案された。これは、その時点で存在していた全ての自治体が入り混じったもので構成され、2つないし3つの地域が合併し、分割の結果、2つの特別区が形成された。1961年12月、政府は52区よりも34区にするよう提案して、それらの境界について詳細に述べた。1962年には、提案された区の数は、さらに32区にまで減らされた。
1965年4月1日、全32区のロンドン特別区とグレーター・ロンドンが1963年ロンドン政府法により発足した。旧ロンドン県地域の12区はインナー・ロンドンに、残りの20区はアウター・ロンドンに、それぞれ指定された。アウター・ロンドンの区議会は地方教育当局であったが、インナー・ロンドンの区議会は当初、旧ロンドン県の多くの小規模な地元当局は珍しく教育を提供した歴史がないということを指摘した野党および政府に称賛され、インナー・ロンドン教育当局を存続させるように指定された。シティ・オブ・ロンドンは継続してシティ・オブ・ロンドン・コーポレーションならびにインナー・テンプルおよびミドル・テンプルにより治められることになった
第1回選挙は、1964年5月7日に実施され、新しいカウンシルは翌年に正式に権限が委譲されるまでの間、影の当局として非公式に行政の運営にあたった。

### グレーター・ロンドン・カウンシル
1965年から1986年までの間、ロンドン特別区は二層構造の行政組織の一部であり、グレーター・ロンドン・カウンシル (GLC) と権限を共有していた。権限と機能の分割は、GLCが消防・救急・水害対策・ゴミ処理などの広域サービスを担当する一方で、ロンドン区議会が社会的ケア・図書館・共同墓地・ゴミ収集などの個人向けサービスを担当することを意味した。1986年4月1日にGLCが廃止され、それまでGLCが提供していた、下水処理などの幾つかのサービスに関する権限を区議会が得ることになった。インナー・ロンドン教育当局は臨時の当局として存続したが、1990年に廃止され、インナー・ロンドンの区議会が地元の教育当局となった。

### グレーター・ロンドン・オーソリティー
2000年、ロンドン市長とロンドン議会で構成されるグレーター・ロンドン・オーソリティー (GLA) が設立された。戦略的な当局として、GLAは主要な幹線道路計画戦略など、限られた権限のみを区議会から吸収した。

## 区の一覧
|  | 1. シティ・オブ・ロンドン 2. シティ・オブ・ウェストミンスター 3. ケンジントン・アンド・チェルシー 4. ハマースミス・アンド・フラム 5. ワンズワース 6. ランベス 7. サザーク 8. タワーハムレッツ 9. ハックニー 10. イズリントン 11. カムデン 12. ブレント 13. イーリング 14. ハウンズロー 15. リッチモンド・アポン・テムズ 16. キングストン・アポン・テムズ 17. マートン | 1. サットン 2. クロイドン 3. ブロムリー 4. ルイシャム 5. グリニッジ 6. ベクスリー 7. ヘイヴァリング 8. バーキング・アンド・ダゲナム 9. レッドブリッジ 10. ニューアム 11. ウォルサム・フォレスト 12. ハーリンゲイ 13. インフィールド 14. バーネット 15. ハーロウ 16. ヒリンドン |

区の名称にロンドン特別区 (London Borough) を含まない区が全部で4区ある: シティ・オブ・ウェストミンスターと、キングストン・アポン・テムズ、ケンジントン・アンド・チェルシー、グリニッジの3つの王室特別区である。